# Мейзі Вільямс
Маргарет Констанс «Мейзі» Вільямс (англ. Margaret Constance "Maisie" Williams, нар. 15 квітня 1997) — англійська акторка, кінопродюсерка та феміністка. Засновниця кіновиробничої компанії Daisy Chain Productions та застосунку Daisie. 
Професійно дебютувала роллю Арії Старк у серіалі «Гра престолів» телекомпанії НВО у 2011 році, за яку здобула Премію Entertainment Weekly як Найкраща драматична акторка другого плану, Portal Award (найкраща акторка другого плану — Телебачення та Найкращий молодий актор), та Премію Сатурн за найкраще виконання молодим актором. У 2016 та 2019 роках номінувалась на Прайм-тайм премію «Еммі» (Найкраща акторка другого плану в драматичному телесеріалі).
Відома також періодичною роллю Ашільди в серіалі Доктор Хто у 2015. Дебютувала у повнометражному кіно у детективному фільмі Падіння (2014), за яку отримала Премію Лондонського гуртка кінокритиків (Молодий актор року).

## Життєпис
Маргарет Вільямс народилася 15 квітня 1997 року у Бристолі у сім'ї колишньої координаторки університетських курсів Гілларі Пітт (нині Frances), що боролась з раком, та вітчима. Має старших сестру Бет і братів Теда та Джеймса, прізвище отримала від батька. Прізвисько «Мейзі» отримала завдяки британському стріп-коміксу The Perishers. Зростала у Клаттоні, Сомерсет, переважно виховувана матір'ю, з котрою була дуже близька (саме мати підтримала Мейзі у виборі залишити школу на користь знімання у «Грі престолів» та стала її особистою асистенткою).
Відвідувала початкову школу Клаттона та школу «Нортон Гілл», опісля вивчала акторське мистецтво в коледжі «Баз Дансе». Через завантаженість у проєктах Вільямс не отримала сертифікату про середню освіту, хоча «передбачалось, що вона отримає найвищі бали». Її головним захопленням були танці.

## Кар'єра

### Гра престолів

Арія Старк у виконанні Вільямс проходить жорстоке навчання: навчається бойовим мистецтвам в таємному магічному ордені

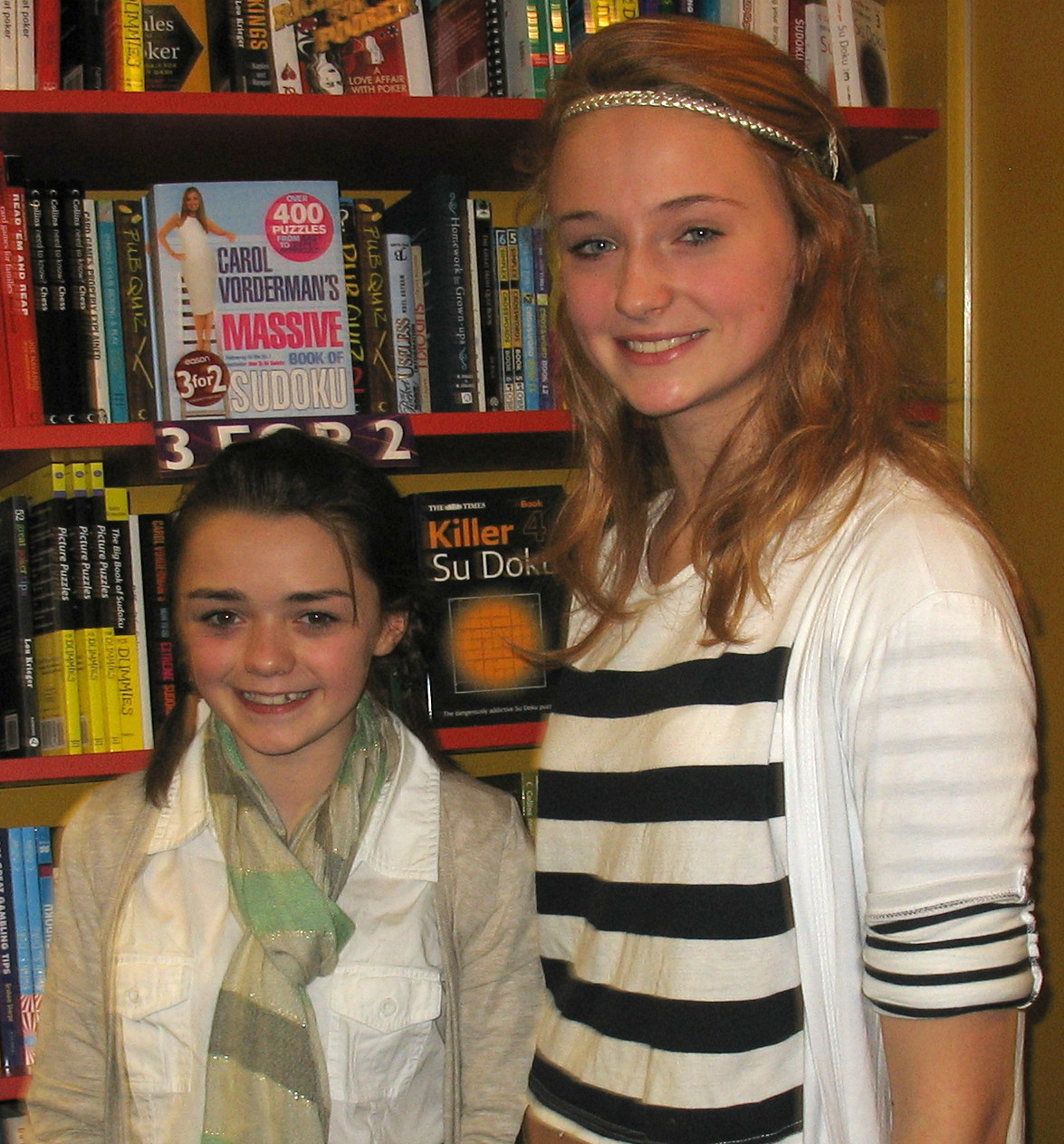
Вільямс із колегою по Грі престолів Софі Тернер — подруги поза сценою (2009)

З 2011 року Вільямс виконувала роль Арії Старк, хлопчакуватої молодої дівчини з шляхетної родини, що бунтує проти гендерних стереотипів і обирає замість придворної леді кар'єру воїтельки, в драматичному фентезі-телесеріалі HBO Гра престолів за мотивами циклу «Пісня льоду й полум'я» Джорджа Мартіна. Обрана з понад 300 акторок з усієї Англії, Вільямс відпрацювала цю першу для себе роль у 14-річному віці і отримала за неї визнання кінокритиків: сайт Zap2it назвав Вільямс «великим успіхом», Дейлі телеграф — «фантастичною молодою акторкою».
У 2-му сезоні саги Вільямс продовжила збирати позитивні відгуки, і HBO номінувала її на приз «Найкраща акторка другого плану» «Премії Еммі 2012».
В 2012 здобула дві нагороди Portal Award (найкраща акторка другого плану — Телебачення та Найкращий молодий актор). У 15-літньому віці Вільямс стала наймолодшою акторкою, що здобула нагороду в категорії «Найкраща акторка другого плану».
Березнь 2013 — номінована на премію Молодий актор (акторка) (Найкраща акторка другого плану в телесеріалі) та здобула BBC Radio 1 Teen Award (Найкращий британський актор / акторка) у листопаді 2013-го. Вільямс продовжила роботу у всіх наступних сезонах шоу.
В липні 2018 Вільямс оголосила про завершення роботи в серіалі.

### Інші ролі

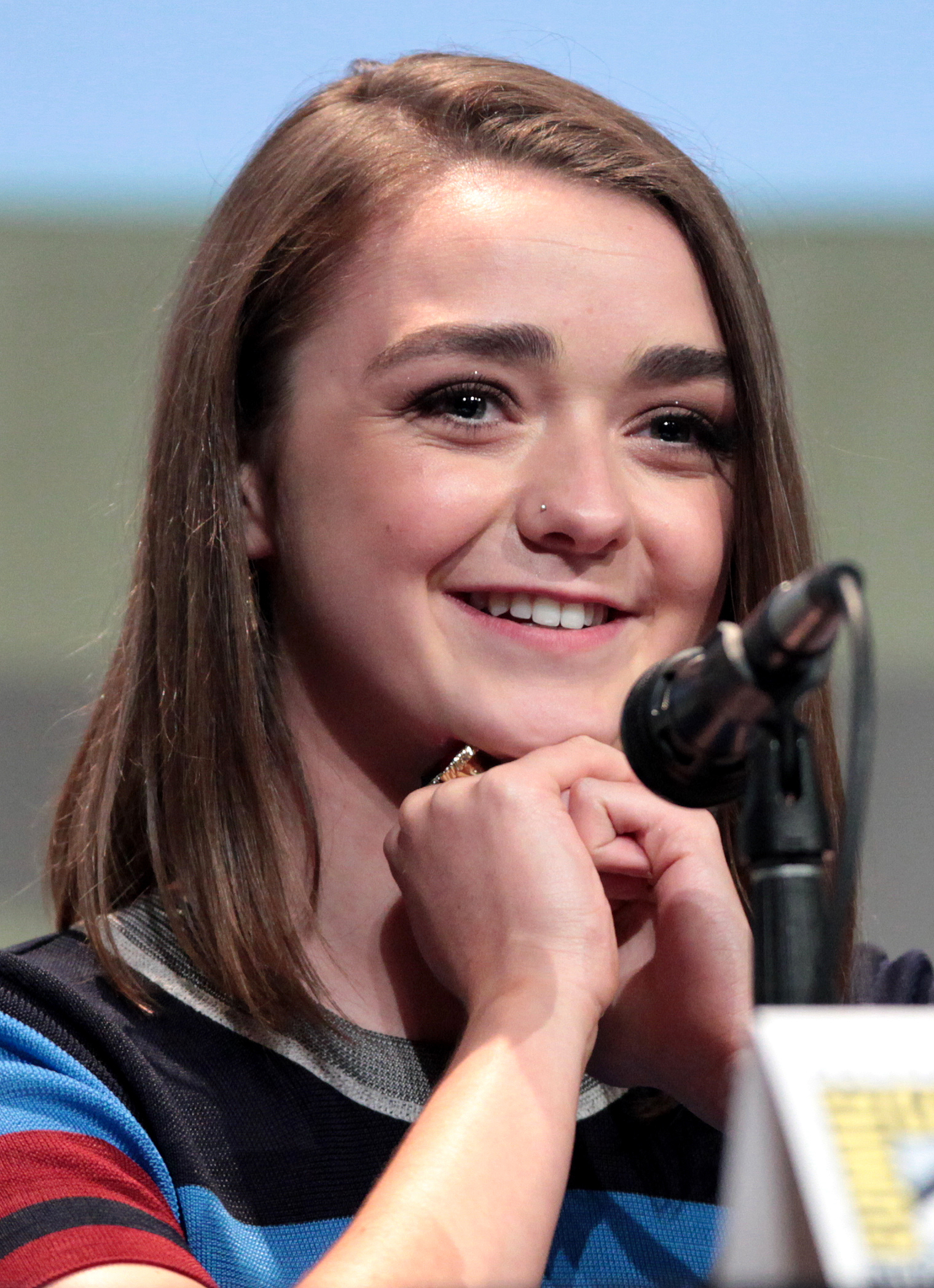
Вільямс на міжнародному Комік Коні в Сан-Дієго, 2015.

У 2012 Вільямс зіграла Лорен Калейгі (Loren Caleigh) у драматичному телесеріалі BBC «Таємниця Криклі-холу» (The Secret of Crickley Hall) та з'явилася у комідйній пародії-мініатюрі «Олімпійський квитковий спекулянт» (англ. The Olympic Ticket Scalper) поряд із Патріком Стюартом, Саймоном Пеггом, і Раяном Лохте (виробництва Funny or Die). Також зіграла в незалежних картинах Тепловий удар (Heatstroke, 2012) та Gold (2013), короткометражках Corvidae (2013) та Up On The Roof (2013).
В 2014 Вільямс зіграла Лідію у британському фільмі Падіння, представленому 11 жовтня 2014, що вийшов на екрани 24 квітня 2015 року. В тому ж році працювала з Naughty Dog В ролі Еллі у кіноадаптації відеогри The Last of Us.
В січні 2015 з'явилась у телевізійній драмі Channel 4 — Cyberbully (Кібер-цькування), а в лютому отримала європейське визнання з Shooting Stars Award на 65-му Берлінському міжнародному кінофестивалі. В лютому 2015 виконала головну роль у кліпі на пісню «Oceans» британського гурту Seafret, темою якого теж є буллінг.
В 2015 році Мейсі Вільямс виконала роль Ешільди в дев'ятому сезоні культового британського телесеріалу «Доктор Хто» (епізоди «The Girl Who Died», «The Woman Who Lived», «Face the Raven» та «Hell Bent»). Гра Вільямс у «The Woman Who Lived» описана як «надзвичайна».
28 липня 2018 анонсована участь Вільямс у виставі Лорен Гандерсон «Я і Ти» (прем'єра 18 жовтня 2018, Лондонський театр Хемпстед).
У 2019 Вільямс зіграла Вулфсбейн (Wolfsbane) у супергероській стрічці Нові мутанти. В серпні 2018 анонсована участь Вільямс в озвученні анімованого серіалу gen:LOCK на сервісі підписки Rooster Teeth, де вона гратиме Cammie MacCloud, шибайголову шотландську хакерку, в команді Майкла Б. Джордана, Девіда Теннанта та Дакоти Фаннінг.
Вільямс знімається з Ейса Баттерфілдом та Ніною Добрев у підлітковій драмі Then Came You, де зображує дівчину з невиліковною хворобою. Фільм заплановано до релізу в Північній Америці у 2019 році.

## Соціальний застосунок Daisie

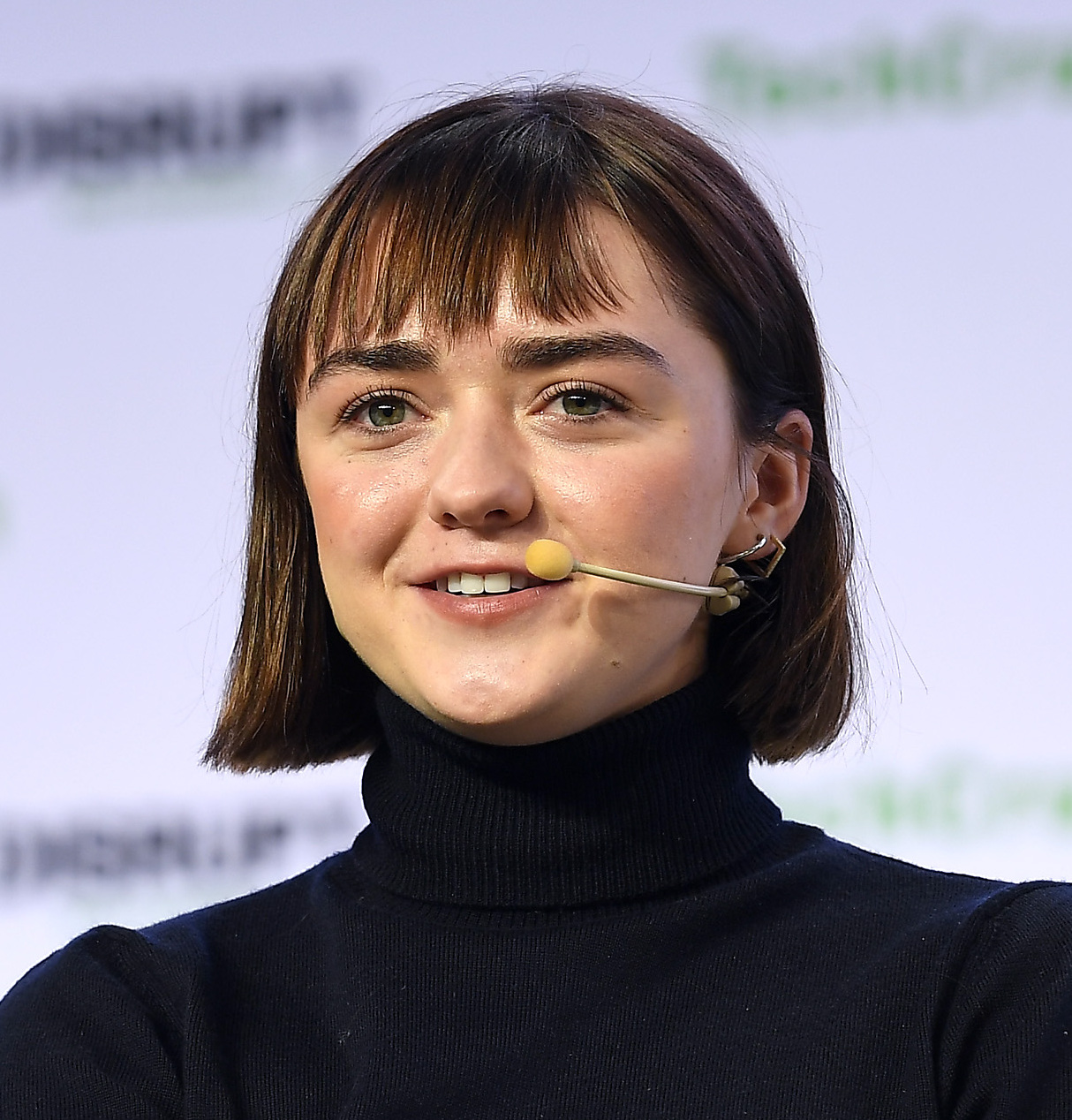
Мейзі Вільямс у 2019 році

1 серпня 2018 року Вільямс запустила новий мобільний застосунок для соціальних медіа під назвою Daisie разом з Домом Сантрі (Dom Santry), з котрим також заснувала кіновиробничу компанію Daisy Chain Productions. Daisie призначено для об'єднання та комунікації творчих людей з усього світу в таких галузях, як мистецтво, мода, телебачення, кіно, фотографія, музика та література. Мета проєкту — гуртувати таланти по той бік індустрії, сприяти співпраці між іншими митцями та створювати альтернативні маршрути до креативних індустрій. Вільямс підкреслила: 
«Наша головна ціль — це створити спільноту митців, котрі співпрацюватимуть одне з одним, поширюватимуть свою роботу, ділитимуться своїми проєктами та, врешті решт… допомагати людям з їхніми кар'єрами, замість своїх».

## Підтримка України
У 2022 році на тлі російського вторгнення в Україну Вільямс підтримала українців. Вона заявила, що приєднується до митців та поетів, які збиратимуть кошти для українців. Про це вона написала 22 березня в своєму Instagram:
"Я рада приєднатися до багатьох чудових артистів та активістів, щоб бути частиною заходу #SlavaUkraini сьогодні ввечері! Приходьте та приєднуйтесь до нас на знак солідарності з народом України на спеціально організованій ночі музики, поезії та слова", — написала вона.
Мейзі Вільямс зазначила, що усі чисті доходи від заходу й усі кошти, зібрані того дня, будуть передані Комітету з надзвичайних ситуацій.

## Фільмографія

### Фільми
| Рік  | Назва                         | Роль                      | Примітки                                     | Джерела       |
| ---- | ----------------------------- | ------------------------- | -------------------------------------------- | ------------- |
| 2012 | The Olympic Ticket Scalper    | Scraggly Sue              | Короткометражний фільм                       |               |
| 2012 | Heatstroke                    | Jo O'Malley               |                                              | [ 51 ]        |
| 2013 | Up on the Roof                | Тріш                      | Короткометражний; також виконавча продюсерка | [ 52 ]        |
| 2014 | Gold                          | Еббі                      |                                              | [ 51 ]        |
| 2015 | The Falling                   | Lydia Lamont              |                                              | [ 53 ]        |
| 2016 | The Book of Love              | Millie Pearlman           |                                              | [ 54 ]        |
| 2017 | iBoy                          | Lucy Walker               |                                              | [ 55 ]        |
| 2017 | Mary Shelley                  | Isabel Baxter             |                                              | [ 56 ]        |
| 2018 | Дикі предки                   | Goona                     | Озвучення                                    | [ 57 ]        |
| 2018 | Stealing Silver               | Leonie                    | Короткометражний; також виконавча продюсерка | [ 58 ]        |
| 2018 | Corvidae                      | Джей                      | Короткометражний фільм                       | [ 59 ]        |
| 2019 | 30 шалених бажань             | Скай                      |                                              | [ 60 ] [ 61 ] |
| 2020 | Нові Мутанти                  | Рейн Сінклер / Вольфсбейн |                                              | [ 62 ]        |
| 2020 | The Owners                    | Мері                      |                                              | [ 63 ]        |
| 2024 | Найщасливіша людина в Америці | Сильвія                   |                                              |               |
| 2026 | Практична магія 2             |                           |                                              |               |

### Телебачення
| Рік       | Назва                 | Роль                                                    | Примітки                       | Джерела |
| --------- | --------------------- | ------------------------------------------------------- | ------------------------------ | ------- |
| 2011–2019 | Гра престолів         | Ар'я Старк                                              | 60 епізодів                    | [ 64 ]  |
| 2012      | Таємниця Кріклі-Холлу | Loren Caleigh                                           | 3 епізоди                      | [ 65 ]  |
| 2014      | Робоцип               | Black Cherry Pie, Shlorpette (озвучення)                | Епізод «Bitch Pudding Special» |         |
| 2014      | Робоцип               | Didi Pickles, Margaux Kramer, Bee Cosplayer (озвучення) | Епізод «Link's Sausages»       |         |
| 2015      | Кібер-терор           | Casey Jacobs                                            | Телевізійний фільм             | [ 66 ]  |
| 2015      | Доктор Хто            | Ашільда                                                 | 4 епізоди                      | [ 67 ]  |
| 2019–нині | Gen:Lock              | Cammie MacCloud (озвучення)                             | 8 епізодів                     | [ 68 ]  |
| 2022      | Пістол                | Джордан                                                 | 6 епізодів                     |         |
| 2024      | Новий образ           | Кетрін Діор                                             | 9 епізодів                     |         |

### Сцена
| Рік  | Назва     | Роль     | Сцена             | Джерела |
| ---- | --------- | -------- | ----------------- | ------- |
| 2018 | I and You | Caroline | Hampstead Theatre | [ 69 ]  |

### Відеокліпи та реклама
| Рік  | Назва                      | Гурт / компанія | Джерела |
| ---- | -------------------------- | --------------- | ------- |
| 2015 | «Oceans»                   | Seafret         |         |
| 2015 | «Rest Your Love»           | The Vamps       |         |
| 2015 | «Sing»                     | Pentatonix      |         |
| 2015 | «Sunday»                   | Gardna          |         |
| 2017 | Forever Chuck              | Converse        |         |
| 2019 | «You Mean the World to Me» | Freya Ridings   | [ 70 ]  |

## Нагороди та номінації
| Нагорода                       | Рік  | Категорія                                                   | Робота        | Результат |
| ------------------------------ | ---- | ----------------------------------------------------------- | ------------- | --------- |
| Еммі                           | 2016 | Найкраща жіноча роль другого плану драматичному телесеріалу | Гра престолів | Номінація |
| Еммі                           | 2019 | Найкраща жіноча роль другого плану драматичному телесеріалу | Гра престолів | Номінація |
| Премія Гільдії кіноакторів США | 2012 | Найкращий акторський склад у драматичному серіалі           | Гра престолів | Номінація |
| Премія Гільдії кіноакторів США | 2014 | Найкращий акторський склад у драматичному серіалі           | Гра престолів | Номінація |
| Премія Гільдії кіноакторів США | 2015 | Найкращий акторський склад у драматичному серіалі           | Гра престолів | Номінація |
| Премія Гільдії кіноакторів США | 2016 | Найкращий акторський склад у драматичному серіалі           | Гра престолів | Номінація |
| Премія Гільдії кіноакторів США | 2017 | Найкращий акторський склад у драматичному серіалі           | Гра престолів | Номінація |
| Премія Гільдії кіноакторів США | 2018 | Найкращий акторський склад у драматичному серіалі           | Гра престолів | Номінація |
| Премія Гільдії кіноакторів США | 2020 | Найкращий акторський склад у драматичному серіалі           | Гра престолів | Номінація |
| MTV Movie & TV Awards          | 2018 | Найкращий актор або акторка в серіалі                       | Гра престолів | Номінація |
| MTV Movie & TV Awards          | 2019 | Найкращий герой                                             | Гра престолів | Номінація |
| MTV Movie & TV Awards          | 2019 | Найкраща бійка                                              | Гра престолів | Номінація |
| Сатурн                         | 2015 | Найкращий молодий актор чи акторка в телесеріалі            | Гра престолів | Перемога  |
| Сатурн                         | 2019 | Найкращий молодий актор чи акторка в телесеріалі            | Гра престолів | Перемога  |